# Vea Kaiserová
Vea Kaiserová (nepřechýleně Kaiser; * 21. prosince 1988, St. Pölten) je rakouská spisovatelka žijící ve Vídni.

## Biografie
Vea Kaiserová od roku 2007 studovala klasickou a německou filologii a starořečtinu na Vídeňské univerzitě.
Knihou, která ji ještě jako studentku oslovila, je Homérova Ilias. Přispívá pod svým jménem do sloupku „Fabelhafte Welt“ rakouského deníku Kurier.
V roce 2012 zísala stipendium Pražského literárního domu autorů německého jazyka.

### Přehled děl v originále

#### Romány
- Blasmusikpop, oder, Wie die Wissenschaft in die Berge kam: Roman.[7][8] Köln: Kiepenheuer und Witsch Verlag, 2012. 491 S. ISBN 978-3-462-04464-5.
- Makarionissi, oder, Die Insel der Seligen: Roman.[9] Köln: Kiepenheuer und Witsch Verlag, 2015. 464 S. ISBN 978-3-462-04742-4.
- Rückwärtswalzer, oder, Die Manen der Familie Prischinger : Roman. Köln: Kiepenheuer & Witsch, 2019. ISBN 978-3-462-05142-1.
- Die sieben Leben der Marie Schwarz. Mit Eva Rossmann, Gertraud Klemm, Lydia Mischkulnig, Angelika Reitzer, Cornelia Travnicek und Doris Knecht, Molden/Styria 2020, ISBN 978-3-222-15043-2.

#### Drama
- Die Argonauten. 2012

### České překlady
- Popdechovka, aneb, Jak přišla věda do hor (orig. 'Blasmusikpop oder Wie die Wissenschaft in die Berge kam: Roman'). 1. vyd. V Praze: Plus, 2015. 447 S. Překlad: Jitka Nešporová